# マルガリータ (小惑星)
マルガリータ (310 Margarita) は、小惑星帯にある典型的な大きさの小惑星である。
1891年2月16日にオーギュスト・シャルロワがニースで発見した。名前の由来は不明。